# Robs Mayer

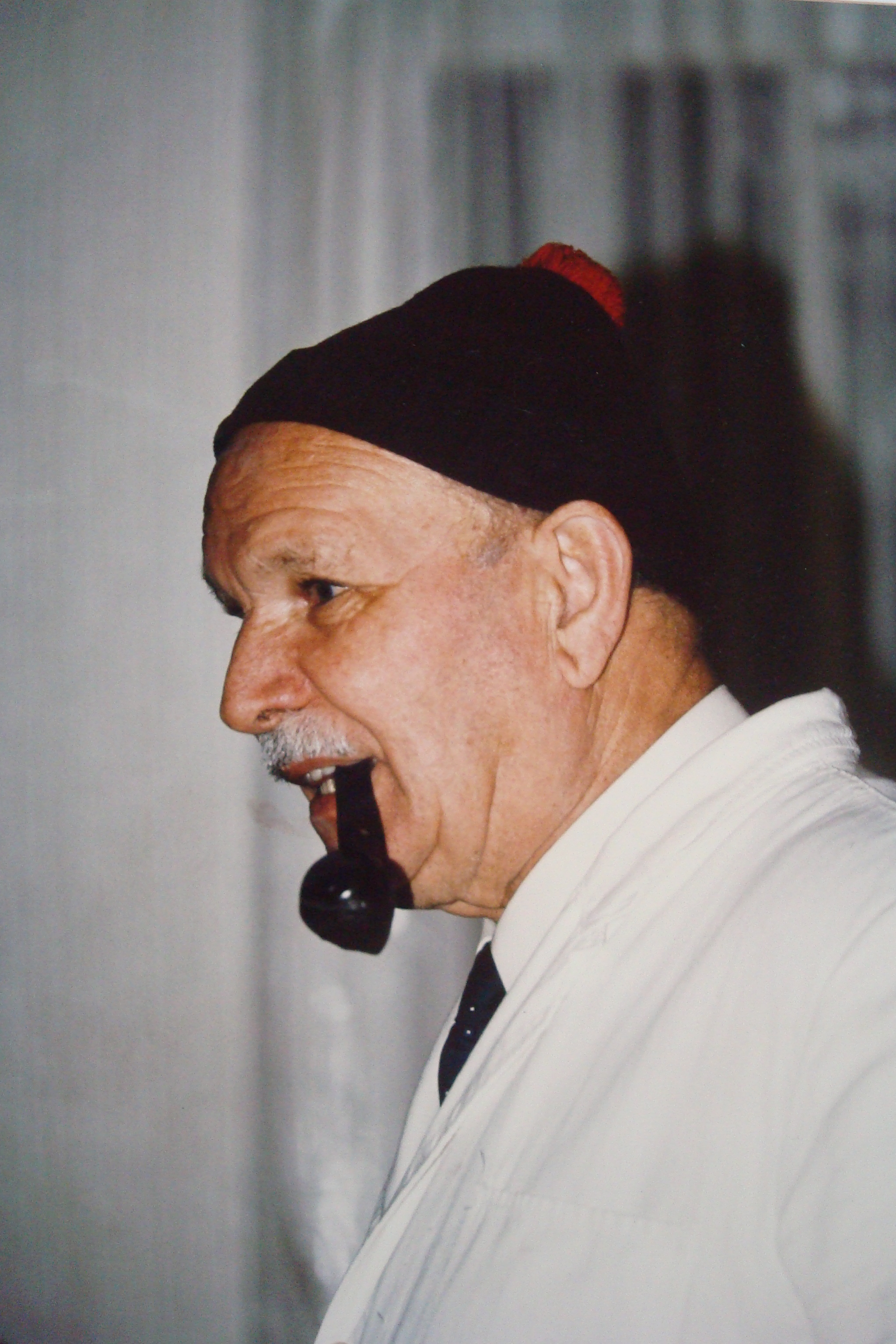
Robs Mayer

Robert Manfred Friedrich Mayer (* 20. Dezember 1907 in Maulbronn; † 13. Dezember 1989 in Meisenheim) war ein deutscher Künstler, Maler, Grafiker und Kunsterzieher. Er schuf Ölgemälde, Aquarelle, Kupferstiche und Buchillustrationen.

## Leben und Werk
Robs Mayer wurde als Sohn eines selbstständigen Buchdruckers und Verlegers in Maulbronn geboren.
Seine künstlerische Ausbildung begann mit einer Graveurlehre in Pforzheim und dem Besuch der dortigen Kunstgewerbeschule. Daneben studierte er bei Adolf Hildenbrand.
Eine erste Ausstellungen eigener Werke richtete der Pforzheimer Kunstkreis aus.
In München förderte ihn Hugo Troendle. Es folgten Studienaufenthalte in Stuttgart, Wien und Florenz.
In der Juryfreien Kunstschau (JKB) in Berlin stellte er Kupferstiche aus. Dann kehrte er nach München zurück.

Der Künstler und der Tod, Öl

1931 heiratete er die Kreuznacher Blumenmalerin und Buchillustratorin Marianne Schneegans und nahm einen Lehrauftrag am
Evangelischen theologischen Seminar Maulbronn an. 1939 wurde er als Kunsterzieher an die Spohn-Schule in Ravensburg verpflichtet. Als freischaffender Künstler führte er Zeichnungen von Marianne Schneegans als Kupferstiche aus, druckte und verlegte sie selbst.
Mit Kriegsbeginn meldete er sich aus akutem Anlass freiwillig zum Kriegsdienst, weil er fürchtete, als entarteter Künstler eingestuft und mit Malverbot belegt zu werden. Er wurde als Funker eingesetzt.
Später wurde er mit dem Aufbau von Ausstellungen im Bereich des OKH betraut. Die Eindrücke aus den vielen Ländern, in die er als Soldat geschickt wurde, fanden ihren Niederschlag in Landschaftsbildern und Porträts der einheimischen Bevölkerung. Diese Werke wurden später in Ausstellungen über den Zweiten Weltkrieg gezeigt.
Während der französischen Kriegsgefangenschaft in Rumersheim im Elsass entstanden 240 große Ölbilder, darunter private Auftragswerke, sowie sakrale Bilder für die Ausgestaltung von Kirchen der Region.
Aus der Gefangenschaft zurück in Maulbronn, malte er zunächst vor allem Landschaftsbilder und unterrichtete nebenher am Ev. Theologischen Seminar, am Progymnasium und seit 1958 am Paul-Schneider-Gymnasium in Meisenheim a. Glan.
Beeinflusst von den Tendenzen, die die Kunst der Moderne eingeschlagen hatte, malte er jetzt abstrakte Gemälde, denen oft ein Landschaftsthema zugrunde liegt.

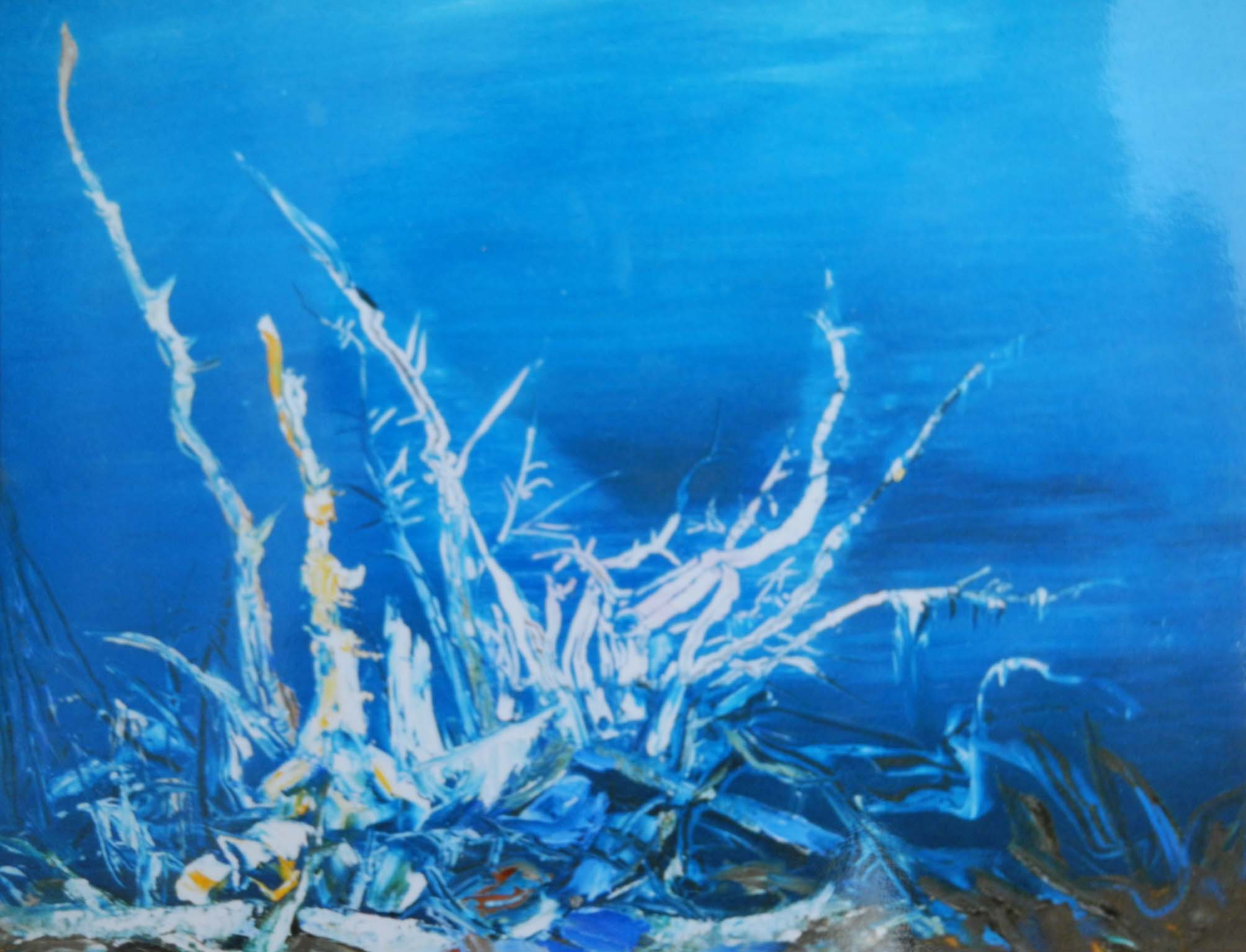
Unter Wasser, Öl

Es waren bizarr geformte Fundstücke aus der Natur – Wurzeln, Steine oder Flechten – die ihn zu experimentellen Aquarellen und ausdrucksstarken Ölbildern inspirierten. In der expressionistischen Abstraktion und farblichen Übersteigerung hatte er zu einem eigenen Stil gefunden. Gleichzeitig entstanden zarte, poetisch wirkende Landschaftsaquarelle.
Nach dem Ruhestand 1972 war er weiter als Maler tätig. Schwerpunkt dieser Arbeiten war das Aquarell, wobei er immer wieder mit Materialien wie Wachs, Ochsengalle oder Lackfarbe experimentierte und neue Techniken erprobte.
Der künstlerische Nachlass befindet sich überwiegend im Privatbesitz, z. B. Sammlung Manfred Heinrich, Maulbronn. Öffentlich zugänglich sind zahlreiche Bilder im Rathaus der Stadt Maulbronn sowie in der alten Synagoge Meisenheim/Glan und in zwei Zimmern des Hotels Meisenheimer Hof in Meisenheim/Glan.

## Ausstellungen
- 1980: Galerie Asperger, Maulbronn
- 1990: Mühlacker, Galerie Schneider, „In memoriam R.M.“
- 1990: Meisenheim a. Gl.in memoriam R. M.
- 1991: Maulbronn, Fruchtkasten
- 1997: Maulbronn, Fruchtkasten, „Das Künstlerpaar Robs und Marianne Mayer“
- 2007: Meisenheim a. Gl., Träger- und Förderverein Synagoge Meisenheim, Ausstellung zum 100. Geburtstag des Malers Robs Mayer, erstmals werden die Kriegsarbeiten in großem Umfang gezeigt.
- 2008: Maulbronn, Museum auf dem Schafhof[2]

## Buchillustrationen
- Margarete Baur-Heinold: Nannes Ferienreise Ill. Robs Mayer & Marianne Schneegans, Thienemann Verlag Stuttgart 1951.
- Toni Regenberg: Treffpunkt Polarkreis, Bericht einer Nordlandfahrt. Ill. Robs Mayer, Thienemann Verlag Stuttgart 1954.
- Jonny Behm: Balkan, Bakschisch und Basare, Zwei Reporterinnen auf Karl Mays Spuren. Ill. Robs Mayer, Thienemann Verlag Stuttgart 1954.
- Jonny Behm: Fahrt zu den tausend Inseln. Ill. Robs Mayer, Thienemann Verlag Stuttgart 1955.
- Rudolf Naujok: Der Herr der Düne. Ill. Robs Mayer, Thienemann Verlag Stuttgart 1955.
- Jack Hambleton, Heinz Panzram: Flieger überm Busch, Abenteuer in Kanadas Urwäldern. Ill. Robs Mayer, Thienemann Verlag Stuttgart 1955.
- Anna Müller-Tannewitz: Kleine Sonne Schonela, Eine Mädchengeschichte aus dem alten Louisiana. Ill. Robs Mayer, Thienemann Verlag Stuttgart 1969.